# Dan III Danicul
Dan III Danicul, (mort en avril 1460) prétendant au trône de Valachie de 1435 à 1436.

## Origine
Dan III ou Danicul est un fils de Dan II de Valachie.

## Prétendant
Dan ou Danicul est prétendant au trône de Valachie de juin 1435 à 1436 contre Alexandru Ier Aldea, on peut peut-être également l'identifier avec le « Dan Basarab » qui est encore prétendant en 1447.
Réfugié en Transylvanie il est abrité par les bourgeois saxons de Brașov (allemand  Kronstadt) très hostiles à la famille des Draculesti. En mars 1460, il obtient le soutien des Hongrois et réunit un conseil composé de boyards de Făgăraș fugitifs de Valachie. Vlad III l'Empaleur organise une expédition de représailles durant la semaine de Pâques 1460. Le prétendant est pris et exécuté. La légende noire de Dracula indique qu'il doit lui-même creuser sa tombe. Sa mort est annoncée à la cour de Hongrie par un certain Blaise dès 22 avril de la même année.

## Sources
- Matei Cazacu Dracula Tallandier Paris (2004).